# Harald Jarl
Die Harald Jarl ist ein ehemaliges norwegisches Postschiff, das vom 23. Juni 1960 bis zum 10. Oktober 2001 auf der Hurtigruten an der Küste Norwegens im Linienverkehr eingesetzt war. Von 2003 bis 2009 wurde sie von Elegant Cruise Line unter dem Namen Andrea als Kreuzfahrtschiff eingesetzt. Von 2013 bis 2020 fuhr sie unter dem Namen Serenissima für Premier Cruises. 2024 wurde sie von Vestland Classic erworben, die bereits die ehemaligen Hurtigrutenschiffe Nordstjernen und Ragnvald Jarl in der Flotte hat, und soll künftig anstelle der Nordstjernen für Spitzbergen-Kreuzfahrten eingesetzt werden.

## Geschichte

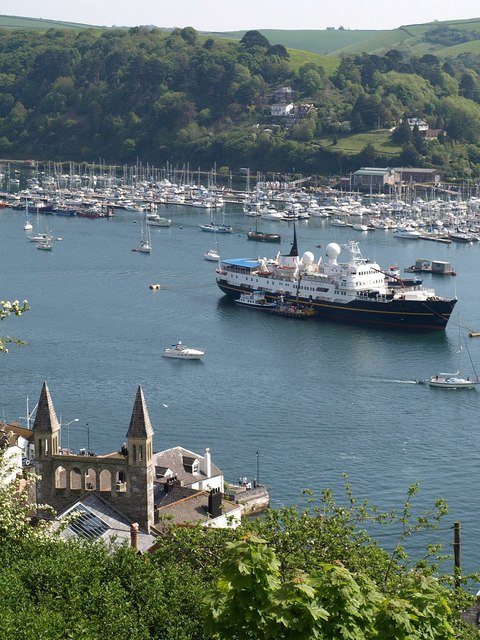
Das Schiff als Andrea bei Dartmouth

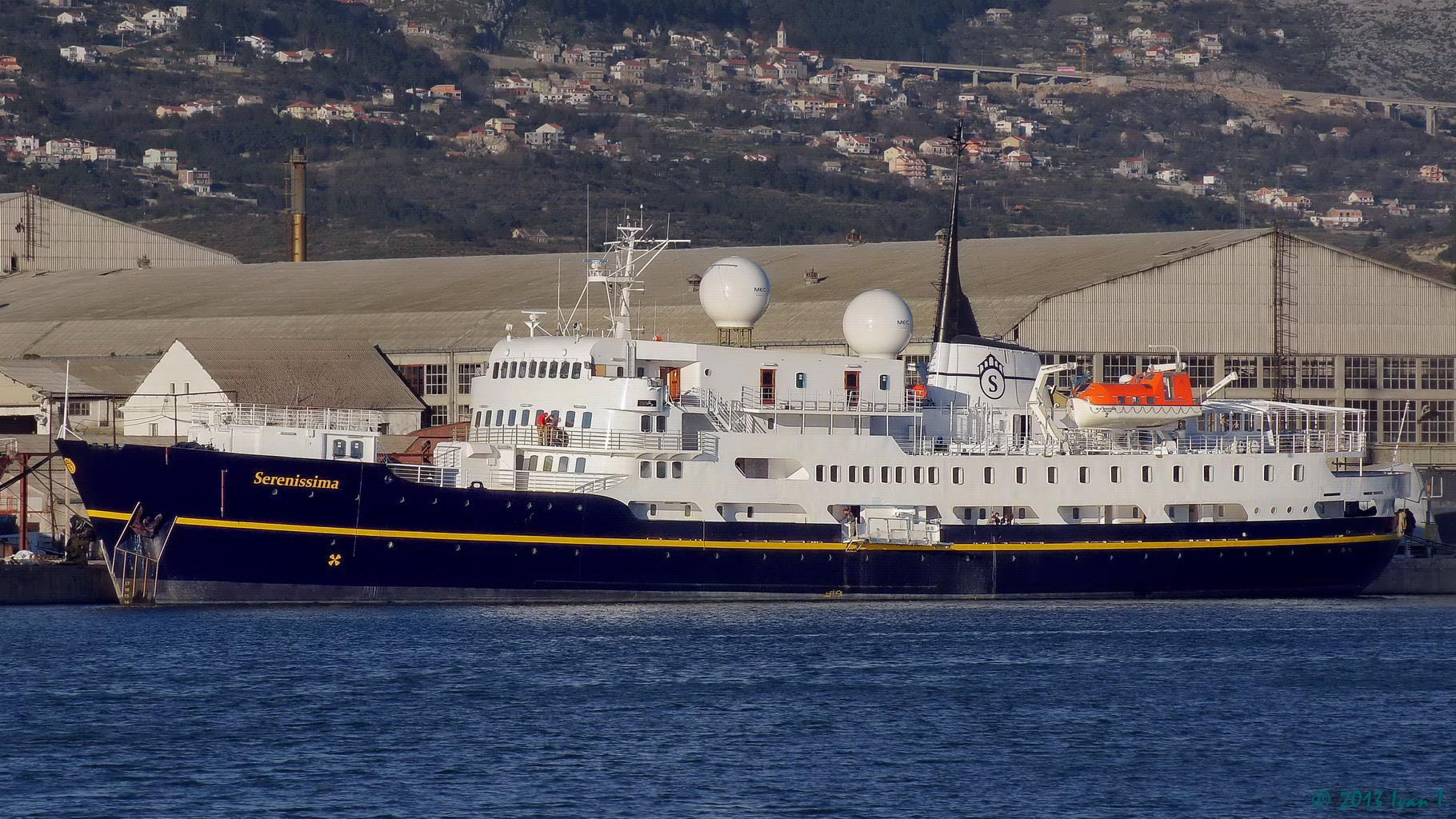
Als Serenissima in Split, im Jahr 2013, nach der Renovierung.

Das Schiff wurde im Jahr 1960 auf der Trondheim Mekaniske Verksted A/S in Trondheim unter der Baunummer 244 erbaut und war damit das erste reguläre Hurtigrutenschiff seit 1942, das in Norwegen gebaut wurde. Die Harald Jarl wurde während ihrer Hurtigruten-Zeit von zwei Reedereien bereedert: in den Jahren von 1960 bis 1985 durch die Nordenfjeldske Damskipsselskap (NFDS) in Trondheim, ab 1985 bis zum Ausscheiden aus der Hurtigrute im Jahr 2001 durch die Troms Fylkes Dampskibsselskap (TFDS) in Tromsø.
Ende 2001 wurde das Schiff an die Reederei Elegant Cruise Line verkauft. Ab 2002 fuhr es unter dem Namen Andrea; Heimathafen war Monrovia in Liberia. Nach einigen größeren Umbauten in den Jahren 2002 und 2003 auf Werften in Schweden und Finnland war die Andrea als Kreuzfahrtschiff vorwiegend im Mittelmeer und der Antarktis im Einsatz. 2009 stellte die Elegant Cruise Line den Betrieb ein, und das Schiff wurde im kroatischen Split aufgelegt.
Bei einer Versteigerung im Februar 2012 wurde das Schiff von der neu gegründeten Gesellschaft Premier Cruises mit Sitz in Mariehamn, Finnland erworben. Premier Cruises ließ das Schiff in Split sanieren und setzte es seit April 2013 unter der Flagge von St. Vincent und den Grenadinen mit dem Heimathafen Kingstown wieder als Kreuzfahrtschiff ein. Seit 2013 trägt das Schiff den Namen Serenissima. Seit 2020 war es im kroatischen Trogir aufgelegt.
2024 wurde das Schiff von Vestland Classic erworben, einem norwegischen Anbieter klassischer Schiffsreisen, der bereits über die ehemaligen Hurtigrutenschiffe  Nordstjernen und Ragnvald Jarl verfügt. Es soll ab 2025 die Nordstjernen für Spitzbergen-Kreuzfahrten von Hurtigruten Svalbard ersetzen, da die denkmalgeschützten offenen Rettungsboote der Nordstjernen in der norwegischen Arktis nicht mehr erlaubt sind.

## Technik und Ausstattung
Das Schiff ist 87,41 Meter lang, 13,29 Meter breit und hat einen Tiefgang von 4,62 Meter; es war mit 2632 BRT und ist heute mit 2.549 BRZ vermessen. Mit der Hauptmaschinenleistung von 2538 kW erreicht das Schiff eine Spitzengeschwindigkeit von 18,5 Knoten. Es war im Liniendienst der Hurtigruten zugelassen für 600 Passagiere verteilt auf 7 Decks und es verfügte zunächst über 225, später über 169 Betten in den Kabinen. Als Kreuzfahrtschiff Serenissima befördert sie nur noch 96 Passagiere.

## Vorfälle
Am 20. Mai 2013 lief die Serenissima vor der Küste von Schottland auf Grund. Menschen wurden bei diesem Vorfall nicht verletzt. Am 21. Mai wurde das Schiff in den Hafen von Oban Bay geschleppt, wo es auf Schäden untersucht wurde. Der Rumpf des Schiffs blieb unbeschädigt, so dass es seine Reise kurz darauf wieder fortsetzen konnte.